# Pycreus delavayi
Pycreus delavayi är en halvgräsart som beskrevs av Charles Baron Clarke. Pycreus delavayi ingår i släktet Pycreus och familjen halvgräs. Inga underarter finns listade i Catalogue of Life.